# Лихобори (платформа)
Лихобори (рос. Лихоборы) — зупинний пункт/пасажирська платформа на головному ході Жовтневої залізниці, у складі лінії МЦД-3, у Москві, до 2020 мало назву НАТІ.
Назва дана по розташованому біля платформи Науковому автомоторному інституту (НАМІ), тракторний відділ якого був перетворений в 1946 р. на Науковий автотракторний інститут (НАТІ).
Складається з двох берегових пасажирських платформ, з'єднаних пішохідним мостом. На третій (центральній) колії була побудована платформа завдовжки в 4 вагони, але могла бути використана тільки при повному закритті руху по суміжній колії. У 2010 році платформа на третій колії була демонтована.
Пересадка на станцію Лихобори Московського центрального кільця, 30 січня 2020 року було відкрито критий перехід між зупинним пунктом і станцією МЦК.
Платформа розташована в колишній промзоні, до закриття на реконструкцію була затребувана мало. Через відсипання насипу для споруджуваної 4-ї колії у 2011 році 2-а платформа (з Москви) була демонтована і замінена тимчасовою дерев'яною. З 28 жовтня 2012 року через реконструкцію колій Жовтневої залізниці (будівництво четвертої головної колії) платформа була закрита повністю. З 21 квітня 2014 року зупинка на платформі відновлюється.
Електродепо «Лихобори» Люблінсько-Дмитровської лінії Московського метрополітену розташовано поблизу платформи та введено в експлуатацію 11 червня 2018.

## Галерея

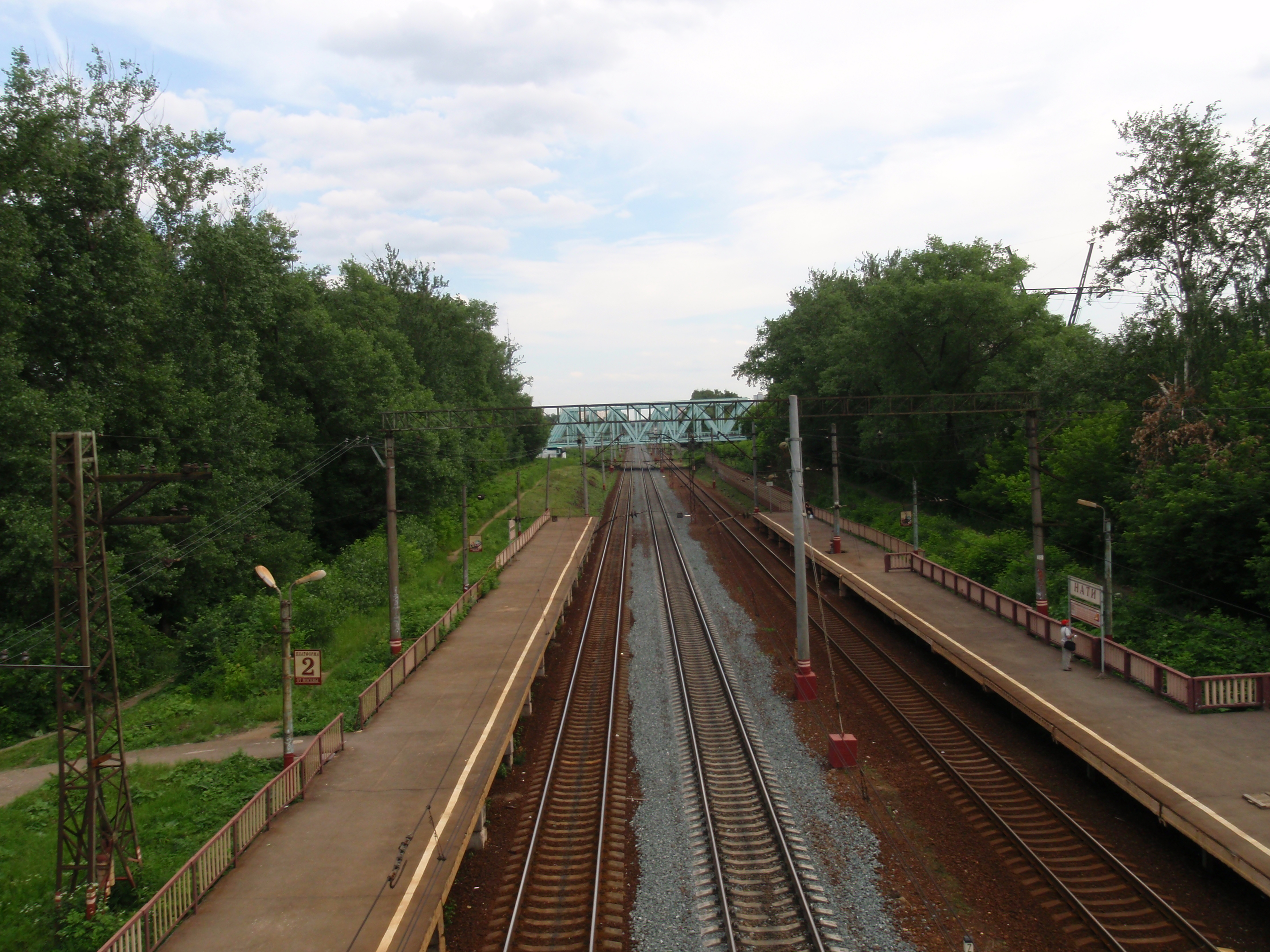
Вид у бік платформи Петровсько-Розумовське (2009)
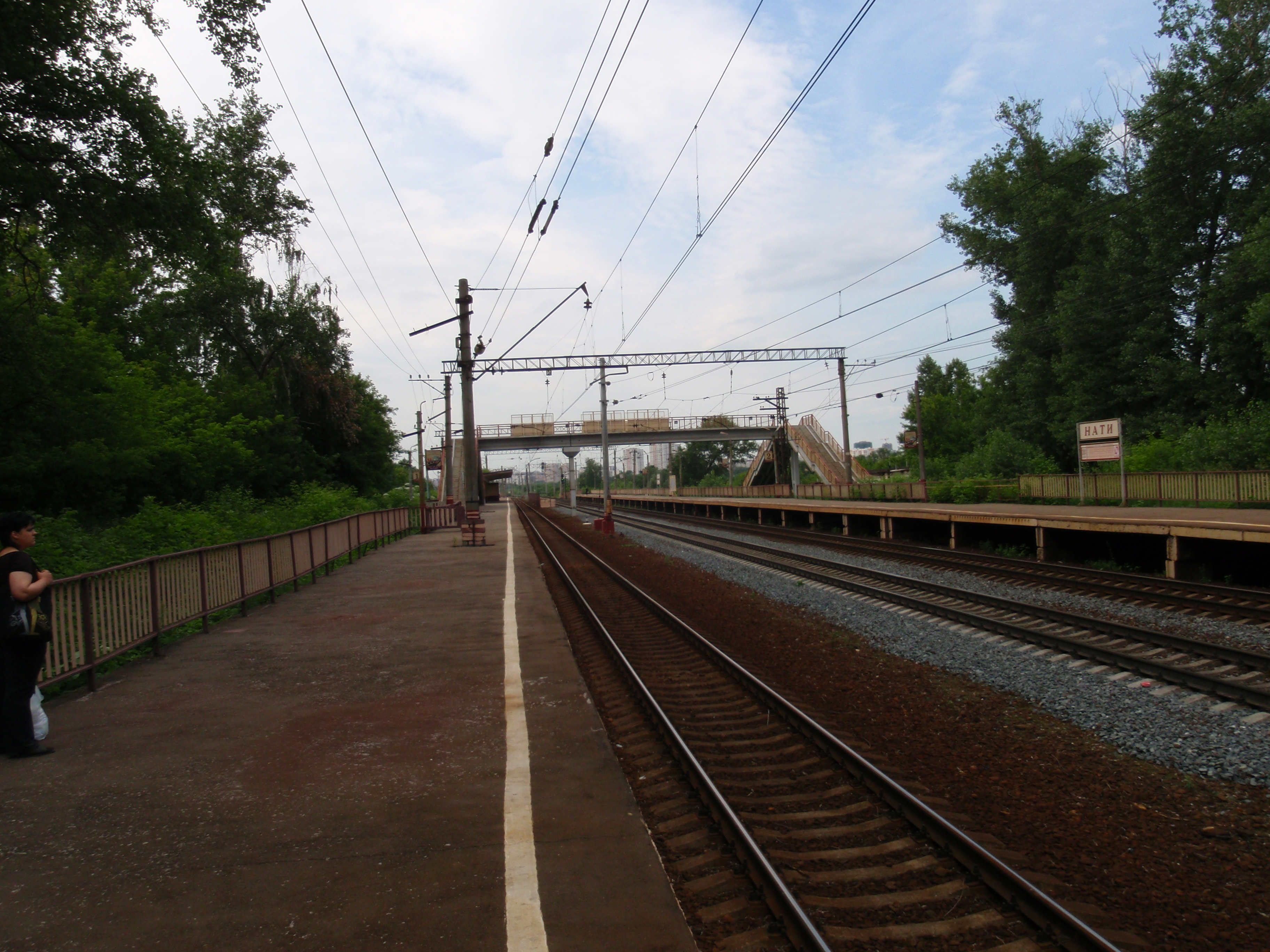
Вид з платформи № 1 (2009)
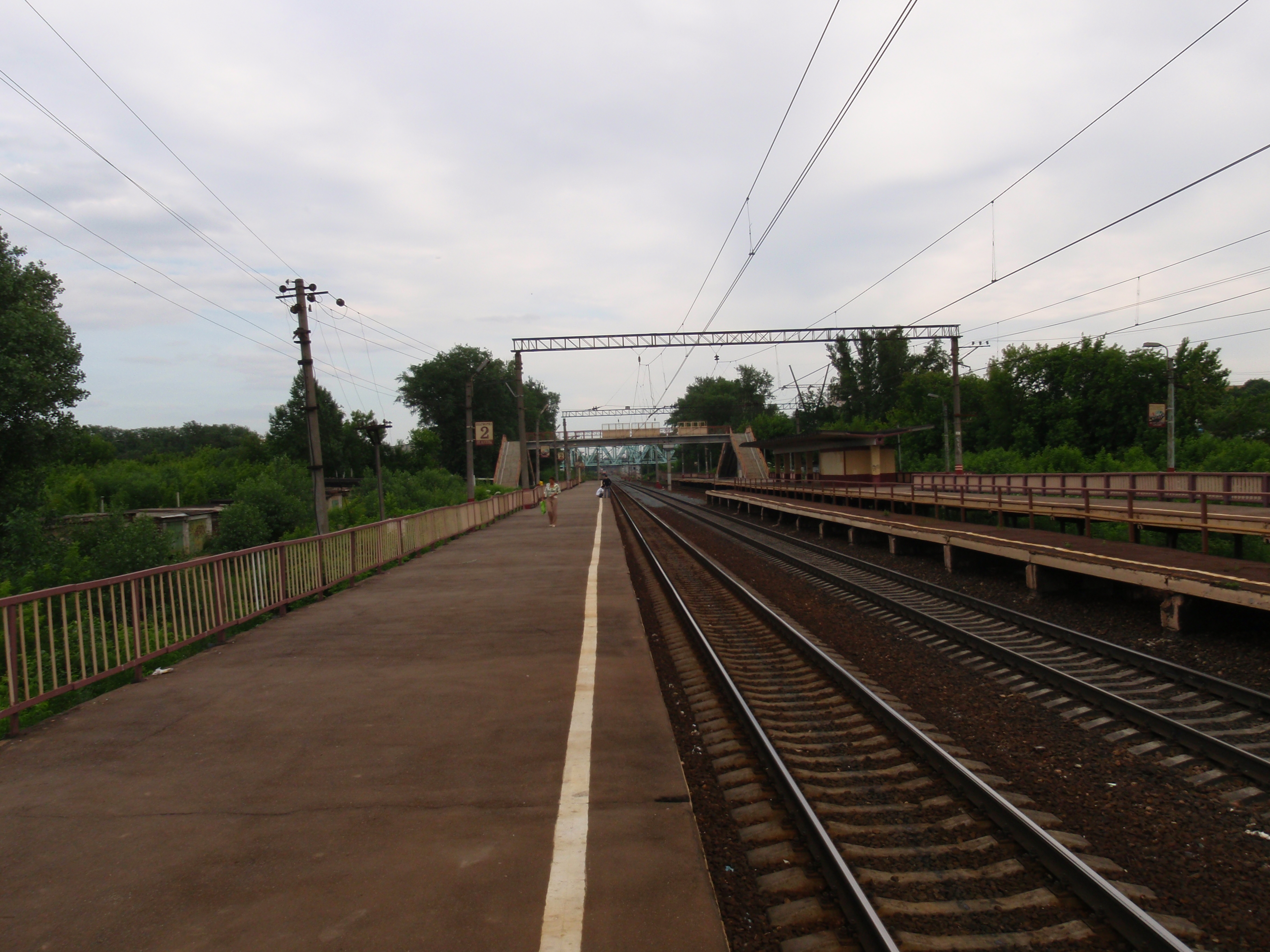
Вид з платформи № 2 (2009)